# Binodoxys micromyzellae
Binodoxys micromyzellae är en stekelart som först beskrevs av Jaroslav Stary 1985.  Binodoxys micromyzellae ingår i släktet Binodoxys och familjen bracksteklar. Inga underarter finns listade.